# Peter Baldwin (réalisateur)
Pour les articles homonymes, voir Peter Baldwin et Baldwin.
Peter Baldwin est un réalisateur, acteur, producteur et scénariste américain né le 11 janvier 1931 à Winnetka, Illinois (États-Unis) et mort le 19 novembre 2017 à Pebble Beach dans le Comté de Monterey en Californie.

## Filmographie

### comme réalisateur
- 1965-1968 : The Andy Griffith Show (série télévisée) - 7 épisodes
- 1963 : Petticoat Junction (en) (Petticoat Junction) (série télévisée)
- 1964 : The Dick Van Dyke Show (série télévisée) - 2 épisodes
- 1965-1966 : Ne mangez pas les marguerites (Please Don't Eat the Daisies) (série télévisée) - 6 épisodes
- 1965-1967 : Gomer Pyle, U.S.M.C. (en) (série télévisée) - 13 épisodes
- 1968 : Blondie (en) (série télévisée)
- 1970-1971 : The Partridge Family (série télévisée) - 4 épisodes
- 1970-1973 : The Mary Tyler Moore Show (série télévisée) - 10 épisodes
- 1970-1974 : The Brady Bunch (série télévisée) - 7 épisodes
- 1971 : Doris Day comédie (The Doris Day Show) (série télévisée) - 2 épisodes
- 1971 : The New Dick Van Dyke Show (en) (série télévisée) - 3 épisodes
- 1972 : The Living End (TV)
- 1972 : The Corner Bar (en) (série télévisée) - 1 épisode
- 1972 : The Sandy Duncan Show (en) (série télévisée)
- 1972-1974 : Sanford and Son (série télévisée) - 21 épisodes
- 1972-1974 : The Bob Newhart Show (en) (série télévisée) - 12 épisodes
- 1973 : Needles and Pins (en) (série télévisée) - 2 épisodes
- 1974 : The Michele Lee Show (TV)
- 1974 : Chico and the Man (en) (série télévisée) - 16 épisodes
- 1975 : Joe and Sons (en) (série télévisée)
- 1976 : C.P.O. Sharkey (en) (série télévisée) - 15 épisodes
- 1977 : Carter Country (en) (série télévisée) - 42 épisodes
- 1977 : La croisière s'amuse (The Love Boat) (série télévisée)
- 1979 : Out of the Blue (en) (série télévisée)
- 1980 : Jackie et Sara (Too Close for Comfort) (série télévisée)
- 1981 : The Brady Girls Get Married (TV)
- 1981 : The Brady Brides (série télévisée) - 4 épisodes
- 1981 : The Harlem Globetrotters on Gilligan's Island (en) (TV)
- 1983 : Webster (en) (série télévisée)
- 1984 : The Hoboken Chicken Emergency (TV)
- 1984 : The Duck Factory (en) (série télévisée)
- 1985 : Lots of Luck (en) (TV)
- 1985 : Petite Merveille (Small Wonder) (série télévisée)
- 1986-1987 : Sacrée Famille (Family Ties) (série télévisée) - 3 épisodes
- 1986 : Valerie (série télévisée) - 20 épisodes
- 1986 : Sois prof et tais-toi ! ("Head of the Class") (série télévisée)
- 1986 : Life with Lucy (en) (série télévisée)
- 1986 : Sam Suffit (en) (My Sister Sam) (série télévisée) - 1 épisode
- 1987 : American Film Institute Comedy Special (TV)
- 1987 : Mes deux papas (My Two Dads) (série télévisée) - 6 épisodes
- 1988 : Eisenhower & Lutz (en) (série télévisée) - 5 épisodes
- 1988 : A Very Brady Christmas (en) (TV)
- 1990 : Get a Life (série télévisée) - 5 épisodes
- 1991 : Salute Your Shorts (en) (série télévisée) - 2 épisodes
- 1991 : Sunday Dinner (en) (série télévisée) - 2 épisodes
- 1991-1994 : Dream On (Dream On) (série télévisée) - 6 épisodes
- 1992 : Room for Two (en) (série télévisée) - 1 épisode
- 1992 : Likely Suspects (série télévisée)
- 1992 : The Edge (série télévisée) - 1 épisode
- 1993 : Black Tie Affair (série télévisée)
- 1993 : Family Album (en) (série télévisée) - 1 épisode
- 1994 : Sister, Sister (Sister, Sister) (série télévisée) - 1 épisode
- 1994 : Petite Fleur (Blossom) (série télévisée) - 8 épisodes
- 1994 : Hardball (en) (série télévisée)
- 1995 : Hope & Gloria (en) (série télévisée) - 3 épisodes
- 1995 : In the House (en) (série télévisée) - 4 épisodes
- 1996 : Une maman formidable (Grace Under Fire) (série télévisée) - 1 épisode
- 1996 : Cybill (Cybill) (série télévisée) - 2 épisodes
- 1996 : Arliss (Arli$$) (série télévisée) - 3 épisodes
- 1996 : Sabrina, l'apprentie sorcière (Sabrina, the Teenage Witch) (série télévisée) - 11 épisodes
- 1997 : Bailey Kipper's P.O.V. (en) (série télévisée)
- 1997 : Voici Wally Sparks (en) (Meet Wally Sparks)
- 1998 : George and Leo (série télévisée) - i épisode
- 2000 : Driving Me Crazy (série télévisée)
- 2000 : La Guerre des Stevens (Even Stevens) (série télévisée) - 6 épisodes
- 2001 : Pop-Up Brady (série télévisée)

### comme acteur
- 1952 : Le Cran d'arrêt (The Turning Point) de William Dieterle : Boy
- 1953 : The Girls of Pleasure Island (en) d'Alvin Ganzer et F. Hugh Herbert : Pvt. Henry Smith
- 1953 : Stalag 17 de Billy Wilder : Johnson
- 1953 : Houdini le grand magicien (Houdini) de George Marshall : Fred (Bess' escort)
- 1953 : Le Petit Garçon perdu (Little Boy Lost) de George Seaton : le lieutenant Walker
- 1956 : Les Dix Commandements (The Ten Commandments) de Cecil B. DeMille : Courtier
- 1957 : À deux pas de l'enfer (Short Cut to Hell) de James Cagney : Adams
- 1957 : Du sang dans le désert (The Tin Star) d'Anthony Mann : Zeke McGaffey
- 1958 : Le Chouchou du professeur (Teacher's Pet) de George Seaton : Harold Miller
- 1958 : The Space Children de Jack Arnold : Security Officer James
- 1958 : Les Monstres sur notre planète (en) (I Married a Monster from Outer Space) de Gene Fowler, Jr. (en) : Off. Frank Swanson
- 1959 : Dans la souricière (The Trap) de Norman Panama : Mellon
- 1960 : Les Évadés de la nuit (Era notte a Roma) de Roberto Rossellini : Peter Bradley
- 1960 : L'Inassouvie (Un Amore a Roma) de Dino Risi : Marcello Cenni
- 1961 : I soliti rapinatori a Milano de Giulio Petroni : Tony
- 1962 : Quattro notti con Alba de Luigi Filippo D'Amico
- 1963 : Le Spectre du professeur Hichcock (Spettro, Lo) de Riccardo Freda : Dr Charles Livingstone
- 1965 : La Femme du lac (La donna del lago) de Luigi Bazzoni et Franco Rossellini : Bernard, the writer
- 1970 : Le Week-end des assassins (Concerto per pistola solista) de Michele Lupo : Anthony Carter
- 1971 : Scandale à Rome (Roma bene) de Carlo Lizzani : Michele Vismara
- 1972 : L'Affaire Mattei (Il Caso Mattei) de Francesco Rosi : McHale (journalist)
- 1975 : Poldark (en) (série télévisée) : Dr Halse

### comme producteur
- 1986 : Les Derniers beaux jours (en) (As Summers Die) (TV)

### comme scénariste
- 1967 : Sept fois femme (Woman Times Seven)